# Троянов (село)
Троя́нов (укр. Троянів) — село в Житомирском районе Житомирской области Украины.

## История
На месте нынешнего села проживали представители Трипольской культуры около 5000 лет назад. Первое упоминание места в этой области под названием Траяновцы, основанным Дмитрием Вознюком, было ещё в 1605, однако предполагается, что село возникло ещё в 14 веке, когда регион принадлежал литовским феодалам. Троянов был крупным селом, где процветала кожевенные ремёсла, пивоварение, работали кузници, две водяных мельницы, школа, постоялый двор.
Являлось центром волости Житомирского уезда Волынской губернии Российской империи.

## Население
Население по переписи 2001 года составляло 1929 человек.

### Языковой состав
Родной язык населения по данным переписи 2001 года:
| Язык       | Численность, чел. | Доля     |
| ---------- | ----------------- | -------- |
| Украинский | 1 896             | 98,29 %  |
| Русский    | 32                | 1,66 %   |
| Другие     | 1                 | 0,05 %   |
| Итого      | 1 929             | 100,00 % |

## Известные жители
- Остапенко, Сергей Степанович — украинский политический деятель, экономист. Председатель Совета министров Украинской народной республики (УНР) в феврале — апреле 1919.
- Ройтенберг, Яков Наумович — советский математик и механик, специалист по теории управления.

## Адрес местного совета
12460, Житомирская область, Житомирский р-н, с.Троянов, ул.Войтицкого, 16